# Toni Blankenheim
Toni Blankenheim (Colonia, 12 dicembre 1921 – Amburgo, 11 dicembre 2012) è stato un baritono tedesco.

## Biografia
Nel 1947 debutta come Figaro ne Le nozze di Figaro all'Oper Frankfurt.
È conosciuto per il ruolo di Schigolch in Lulu cantato nel 1979 all'Opéra National de Paris diretto da Pierre Boulez con Teresa Stratas la cui registrazione ha vinto due Grammy Award nel 1981.

## Discografia
| Anno | Titolo Ruolo                                     | Cast | Direttore Orchestra                                         | Etichetta                         | Note |
| ---- | ------------------------------------------------ | --- | ----------------------------------------------------------- | --------------------------------- | --- |
| 1953 | Mignon (selezione di brani)                      | Rita Streich, Lorenz Fehenberger, Anny Schlemm | Ferdinand Leitner Coro e Orchestra del Württemberg          | Deutsche Grammophon               | Vinile, mono. Nel 2010 l'etichetta Classical Moments ha realizzato la versione stereo su CD                 |
| 1955 | Das Rheindgold Donner                            | Hans Hotter, Georgine Von Milinkovič, Rudolf Lustig, Gustav Neidlinger, Paul Kuen, Josef Traxel, Hertha Wilfert, Maria von Llosvay, Ludwig Weber, Josef Greindl, Jutta Vulpius, Elisabeth Schärtel, Maria Graf | Joseph Keilberth Orchestra del Bayreuther Festspiele        | Decca                             | Nel 2006 l'etichetta Testament in 2 CD ha pubblicato la versione rimasterizzata                             |
| 1957 | Undine (selezione di brani)                      | Anny Schlemm, Walther Ludwig, Hans Braun | Victor Reinshagen Bamberger Symphoniker                     | Deutsche Grammophon               | Vinile, mono. La Deutsche Grammophon ha pubblicato successivamente anche altre edizioni di questo disco     |
| 1958 | Tromb-al-Cazar Vert-Panné                        | Manfred Schmidt, Elisabeth Steiner, Kurt Marschner, Lore Lorentz | Manfred Schandert Rundfunkorchester des WDR                 | Hamburger Archiv für Gesangskunst | Riedizione su CD della registrazione del 1958                                                               |
| 1961 | Faulbeerbäumchen (selezione di brani)            | Edith Lang, Else Mühl, Ratko Delorko | Richard Müller-Lampertz Hamburger Rundfunkorchester         | Hamburger Archiv für Gesangskunst | Versione in lingua tedesca dell'operetta di Dmitrij Šostakovič Tscherjemuschki                              |
| 1962 | Bastien Und Bastienne Colas                      | Richard Holm, Rita Streich | Christoph Stepp Münchener Kammerorchester                   | Deutsche Grammophon               | Vinile, mono. Nel 1968 l'etichetta Heliodor ne ha pubblicato l'edizione stereo                              |
| 1968 | Lulu Dr. Schön, il primario                      | Anneliese Rothenberger, Elisabeth Steiner, Kerstin Meyer, Erwin Wohlfahrt, Gerhard Unger, Kim Borg, Benno Kusche                                                                                               | Leopold Ludwig Das Philharmonische Staatsorchester          | Electrola                         | Cofanetto di 3 LP stereo                                                                                    |
| 1979 | Lulu Il primario, Schigolch, il commissario      | Teresa Stratas, Yvonne Minton, Hanna Schwarz, Robert Tear, Franz Mazura, Kenneth Riegel, Gerd Nienstedt, Helmut Pampuch                                                                                        | Pierre Boulez Orchestra dell'Opéra de Paris                 | Deutsche Grammophon               | Insignito del Grammy Award al miglior album di musica classica e Grammy Award for Best Opera Recording 1981 |
| 2004 | Tannhäuser Biterolf                              | Josef Greindl, Wolfgang Windgassen, Dietrich Fischer-Dieskau, Josef Traxel, Gerhard Stolze, Alfons Herwig, Gré Brouwenstijn, Herta Wilfert, Volker Horn                                                        | André Cluytens Coro e Orchestra del Bayreuther Festspiele   | Orfeo                             | Cofanetto di 3 CD, registrazione dal vivo del 1955                                                          |
| 2008 | Die Meistersinger von Nürnberg Fritz Kotnher     | Gustav Neidlinger, Elisabeth Grümmer, Walter Geisler, Georgine von Milinkovič, Gerhard Stolze, Karl Schmitt-Walter, Josef Greindl                                                                              | André Cluytens Coro e Orchestra del Bayreuther Festspiele   | Walhall                           | Cofanetto di 4 CD, registrazione dal vivo del 1957                                                          |
| 2008 | Parsifal Klingsor                                | Martha Mödl, Ramón Vinay, George London, Josef Greindl | Hans Knappertsbusch Orchestra del Bayreuther Festspiele     | Walhall                           | Cofanetto di 4 CD, registrazione dal vivo del 1957                                                          |
| 2010 | Die Meistersinger von Nürnberg Sixtus Beckmesser | Otto Wiener, Rudolf Schock, Elisabeth Grümmer, Gerhard Stolze, Elisabeth Schärtel, Josef Greindl | Erich Leinsdorf Coro e Orchestra del Bayreuther Festspiele  | MYTO                              | Cofanetto di 4 CD, registrazione dal vivo del 1959                                                          |
| 2010 | Tristan und Isolde Kurwenal                      | Gertrude Grob-Prandl, Rudolf Lustig, Georgine Von Milinkovič, Kurt Böhme, Hans Braun, Hugo Meyer-Welfing, Harald Pröglhöf, Julius Patzak                                                                       | André Cluytens Coro ed Orchestra dei Weiner Staatsoper      | Walhall                           | Cofanetto di 3 CD, registrazione dal vivo del 1956                                                          |
| 2013 | Tannhäuser Biterolf                              | Ramon Vinay, Gré van Brouwenstijn, Herta Wilfert, Josef Greindl, Dietrich Fischer-Dieskau, Josef Traxel, Gerhard Stolze, Theo Adam, Volker Horn                                                                | Joseph Keilberth Coro e Orchestra del Bayreuther Festspiele | Andromeda                         | Cofanetto di 3 CD, registrazione dal vivo del 1954                                                          |

## Videografia
| Anno | Titolo Ruolo                                     | Cast | Direttore Orchestra                                                                                    | Etichetta     | Note |
| ---- | ------------------------------------------------ | --- | --- | ------------- | --- |
| 1968 | Der Freischütz Kuno                              | Ernst Kozub, Gottlob Frick, Arlene Saunders, Edith Mathis, Tom Krause, Hans Sotin, Bernhard Minetti                                                        | Leopold Ludwig Coro e Balletto dell'Hamburgischen Staatsoper, Philharmonisches Staatsorchester Hamburg | Arthaus Musik | 1 DVD 9 NTSC, formato 4:3 a colori, mono, sottotitoli in italiano, durata 123 minuti. Registrazione in studio                                             |
| 1970 | Die Meistersinger von Nürnberg Sixtus Beckmesser | Giorgio Tozzi, Ernst Wiemann, Hans-Otto Kloose, Richard Cassilly, Gerhard Unger, Arlene Saunders, Ursula Boese                                             | Leopold Ludwig Coro e Balletto dell'Hamburgischen Staatsoper, Philharmonisches Staatsorchester Hamburg | Arthaus Musik | 2 DVD 9 NTSC, formato 4:3 a colori, mono, sottotitoli in italiano, durata 240 minuti. Registrazione in studio                                             |
| 1970 | Wozzeck                                          | Richard Cassilly, Peter Haage, Gerhard Unger, Hans Sotin, Kurt Moll, Franz Grundheber, Kurt Marschner, Sena Jurinac, Elisabeth Steiner, Martina Schumacher | Bruno Maderna Coro dell'Hamburgischen Staatsoper, Philharmonisches Staatsorchester Hamburg             | Arthaus Musik | 1 DVD 9 NTSC, formato 4:3 a colori, mono, sottotitoli in italiano, durata 106 minuti. Registrazione in studio                                             |
| 1971 | Orpheus in der Unterwelt Jupiter                 | William Workman, Elisabeth Steiner, Liselotte Pulver, Kurt Marschner, Inge Meysel, Theo Lingen, Urszula Koszut, Cvetka Ahlin, Franz Grundheber             | Marek Janowsky Coro e Balletto dell'Hamburgischen Staatsoper, Philharmonisches Staatsorchester Hamburg | Arthaus Musik | 1 DVD 9 NTSC, formato 4:3 a colori, mono, sottotitoli in italiano, durata 101 minuti. Registrazione in studio, esecuzione in lingua tedesca dell'operetta |